# Lista odcinków serialu Blindspot: Mapa zbrodni
Poniżej znajduje się lista odcinków serialu telewizyjnego Blindspot: Mapa zbrodni – emitowanego przez amerykańską stację telewizyjną  NBC od 21 września 2015 roku. W Polsce jest emitowany od 12 listopada 2015 roku przez Canal +
| Sezon | Sezon | Odcinki | Oryginalna emisja    | Oryginalna emisja | Oryginalna emisja | Oryginalna emisja | Oryginalna emisja |
| Sezon | Sezon | Odcinki | Premiera sezonu      | Finał sezonu      | Premiera sezonu   | Finał sezonu      |                   |
| ----- | ----- | ------- | -------------------- | ----------------- | ----------------- | ----------------- | ----------------- |
|       | 1     | 23      | 21 września 2015     | 23 maja 2016      | 12 listopada 2015 | 30 czerwca 2016   |                   |
|       | 2     | 22      | 14 września 2016     | 17 maja 2017      | 5 stycznia 2017   | 20 lipca 2017     |                   |
|       | 3     | 22      | 27 października 2017 | 18 maja 2018      | —                 | —                 |                   |
|       | 4     | 22      | 12 października 2018 | 31 maja 2019      | —                 | —                 |                   |
|       | 5     | 11      | 7 maja 2020          | 23 lipca 2020     |                   |                   |                   |

## Sezon 1 (2015-2016)
| Nr | #  | Tytuł                              | Reżyseria       | Scenariusz                     | Premiera (NBC)       | Premiera w Polsce (Canal+) |
| -- | -- | ---------------------------------- | --------------- | ------------------------------ | -------------------- | -------------------------- |
| 1  | 1  | Pilot                              | Mark Pellington | Martin Gero                    | 21 września 2015     | 12 listopada 2015          |
| 2  | 2  | A Stray Howl                       | Mark Pellington | Martin Gero                    | 28 września 2015     | 12 listopada 2015          |
| 3  | 3  | Eight Slim Grins                   | Steve Shill     | Eoghan Mahony, Martin Gero     | 5 października 2015  | 19 listopada 2015          |
| 4  | 4  | Bone May Rot                       | Karen Gaviola   | Christina M. Kim               | 12 października 2015 | 19 listopada 2015          |
| 5  | 5  | Split the Law                      | Mark Pellington | Brendan Gall                   | 19 października 2015 | 26 listopada 2015          |
| 6  | 6  | Cede Your Soul                     | Rob Hardy       | Alex Berger                    | 26 października 2015 | 26 listopada 2015          |
| 7  | 7  | Sent on Tour                       | Steve Shill     | Chris Pozzebon                 | 2 listopada 2015     | 3 grudnia 2015             |
| 8  | 8  | Persecute Envoys                   | Marcos Siega    | Chelsey Lora                   | 9 listopada 2015     | 3 grudnia 2015             |
| 9  | 9  | Authentic Flirt                    | David McWhirter | Katherine Collins              | 16 listopada 2015    | 10 grudnia 2015            |
| 10 | 10 | Evil Handmade Instrument           | Marcos Siega    | Martin Gero                    | 23 listopada 2015    | 10 grudnia 2015            |
| 11 | 11 | Cease Forcing Enemy                | Rob Seidenglanz | Martin Gero                    | 29 lutego 2016       | 7 kwietnia 2016            |
| 12 | 12 | Scientists Hollow Fortune          | Rich Newey      | Alex Berger                    | 7 marca 2016         | 14 kwietnia 2016           |
| 13 | 13 | Erase Weary Youth                  | Marcos Siega    | Chris Pozzebon                 | 14 marca 2016        | 21 kwietnia 2016           |
| 14 | 14 | Rules in Defiance                  | Kenneth Fink    | Kristen Layden                 | 21 marca 2016        | 28 kwietnia 2016           |
| 15 | 15 | Older Cutthroat Canyon             | Marcos Siega    | Brendan Gall                   | 28 marca 2016        | 5 maja 2016                |
| 16 | 16 | Any Wounded Thief                  | Tricia Brock    | Christina M. Kim               | 4 kwietnia 2016      | 12 maja 2016               |
| 17 | 17 | Mans Telepathic Loyal Lookouts     | Jeff T. Thomas  | Rachel Caris Love              | 11 kwietnia 2016     | 19 maja 2016               |
| 18 | 18 | One Begets Technique               | Karen Gaviola   | Martin Gero                    | 18 kwietnia 2016     | 26 maja 2016               |
| 19 | 19 | In the Comet of Us                 | Dermott Downs   | Ryan Johnson & Peter Lalayanis | 25 kwietnia 2016     | 2 czerwca 2016             |
| 20 | 20 | Swift Hardhearted Stone            | Rob Seidenglanz | Christina M. Kim               | 2 maja 2016          | 9 czerwca 2016             |
| 21 | 21 | Of Whose Uneasy Route              | Jeff F. King    | Alex Berger                    | 9 maja 2016          | 16 czerwca 2016            |
| 22 | 22 | If Love a Rebel, Death Will Render | Romeo Tirone    | Brendan Gall                   | 16 maja 2016         | 23 czerwca 2016            |
| 23 | 23 | Why Await Life's End               | Rob Seidenglanz | Martin Gero                    | 23 maja 2016         | 30 czerwca 2016            |

## Sezon 2 (2016-2017)
| Nr | #  | Tytuł                                                 | Reżyseria          | Scenariusz                      | Premiera (NBC)       | Premiera w Polsce (Canal+) |
| -- | -- | ----------------------------------------------------- | ------------------ | ------------------------------- | -------------------- | -------------------------- |
| 24 | 1  | In Night So Ransomed Rogue, Nothing Is More Dangerous | Martin Gero        | Martin Gero                     | 14 września 2016     | 5 stycznia 2017            |
| 25 | 2  | Heave Fiery Knot                                      | David McWhirter    | Brendan Gall                    | 21 września 2016     | 5 stycznia 2017            |
| 26 | 3  | Hero Fears Imminent Rot                               | Jeff T. Thomas     | Alex Berger                     | 28 września 2016     | 12 stycznia 2017           |
| 27 | 4  | If Beth                                               | Jeff F. King       | Ryan Johnson,Peter Lalayanis    | 5 października 2016  | 12 stycznia 2017           |
| 28 | 5  | Condone Untidiest Thefts                              | Rob Seidenglanz    | Christina M. Kim                | 12 października 2016 | 19 stycznia 2017           |
| 29 | 6  | Her Spy's Mind                                        | Olatunde Osunsanmi | Chris Pozzebon                  | 19 października 2016 | 19 stycznia 2017           |
| 30 | 7  | Resolves Eleven Myths                                 | Jeff F. King       | Eric Buchman                    | 26 października 2016 | 26 stycznia 2017           |
| 31 | 8  | We Fight Deaths on Thick Lone Waters                  | Rob Hardy          | Kristen Layden                  | 9 listopada 2016     | 26 stycznia 2017           |
| 32 | 9  | Why Let Cooler Pasture Deform                         | Tawnia McKiernan   | Brendan Gall                    | 16 listopada 2016    | 2 lutego 2017              |
| 33 | 10 | Nor I, Nigel, AKA Leg in Iron                         | David Tuttman      | Rachel Caris Love               | 4 stycznia 2017      | 2 lutego 2017              |
| 34 | 11 | Droll Autumn, Unmutual Lord                           | Adam Salky         | Hadi Nicholas Deeb              | 11 stycznia 2017     | 9 lutego 2017              |
| 35 | 12 | Devil Never Even Lived                                | Kate Woods         | Deanna Shumaker, Chris Pozzebon | 18 stycznia 2017     | 9 lutego 2017              |
| 36 | 13 | Name Not One Man                                      | Glen Winter        | Ryan Johnson, Peter Lalayanis   | 8 lutego 2017        | 22 czerwca 2017            |
| 37 | 14 | Borrow or Rob                                         | Laura Belsey       | Eric Buchman                    | 15 lutego 2017       | 22 czerwca 2017            |
| 38 | 15 | Draw O Caesar, Erase a Coward                         | Darnell Martin     | Christina M. Kim                | 22 lutego 2017       | 29 czerwca 2017            |
| 39 | 16 | Evil Did I Dwell, Lewd Did I Live                     | David McWhirter    | Alex Berger                     | 22 marca 2017        | 29 czerwca 2017            |
| 40 | 17 | Solos                                                 | David Johnson      | Kristen Layden                  | 29 marca 2017        | 6 lipca 2017               |
| 41 | 18 | Senile Lines                                          | Jeff T. Thomas     | Ryan Johnson, Peter Lalayanis   | 5 kwietnia 2017      | 6 lipca 2017               |
| 42 | 19 | Regard a Mere Mad Rager                               | Ernest Dickerson   | Alex Berger                     | 26 kwietnia 2017     | 13 lipca 2017              |
| 43 | 20 | In Words, Drown I                                     | Dermott Downs      | Christina M. Kim                | 3 maja 2017          | 13 lipca 2017              |
| 44 | 21 | Mom                                                   | Rob Seidenglanz    | Chris Pozzebon                  | 10 maja 2017         | 20 lipca 2017              |
| 45 | 22 | Lepers Repel                                          | Jeff F. King       | Rachel Caris Love               | 17 maja 2017         | 20 lipca 2017              |

## Sezon 3 (2017-2018)
| Nr | #  | Tytuł                                        | Reżyseria            | Scenariusz                    | Premiera (NBC)       | Premiera w Polsce (AXN) |
| -- | -- | -------------------------------------------- | -------------------- | ----------------------------- | -------------------- | ----------------------- |
| 46 | 1  | Back to the Grind                            | Martin Gero          | Martin Gero                   | 27 października 2017 | 16 stycznia 2019        |
| 47 | 2  | Enemy Bag of Tricks                          | David Tuttman        | Chris Pozzebon                | 3 listopada 2017     | 23 stycznia 2019        |
| 48 | 3  | Upside Down Craft                            | Solvan "Slick" Naim  | Christina M. Kim              | 10 listopada 2017    | 30 stycznia 2019        |
| 49 | 4  | Gunplay Ricochet                             | David McWhirter      | Ryan Johnson, Peter Lalayanis | 17 listopada 2017    | 6 lutego 2019           |
| 50 | 5  | This Profound Legacy                         | Rob Seidenglanz      | Rachel Caris Love             | 1 grudnia 2017       | 13 lutego 2019          |
| 51 | 6  | Adoring Suspect                              | Glen Winter          | Eric Buchman                  | 8 grudnia 2017       | 20 lutego 2019          |
| 52 | 7  | Fix My Present Havoc                         | Lin Oeding           | Kristen Layden                | 15 grudnia 2017      | 27 lutego 2019          |
| 53 | 8  | City Folks Under Wraps                       | David Tuttman        | Brendan Gall                  | 22 grudnia 2017      | 6 marca 2019            |
| 54 | 9  | Hot Burning Flames                           | Adam Salky           | Chris Pozzebon                | 12 stycznia 2018     | 13 marca 2019           |
| 55 | 10 | Balance of Might                             | Martha Mitchell      | Tracy Whitaker                | 19 stycznia 2018     | 20 marca 2019           |
| 56 | 11 | Technology Wizards                           | Jeff F. King         | Christina M. Kim              | 26 stycznia 2018     | 27 marca 2019           |
| 57 | 12 | Two Legendary Chums                          | David McWhirter      | Ryan Johnson, Peter Lalayanis | 2 lutego 2018        | 3 kwietnia 2019         |
| 58 | 13 | Warning Shot                                 | Kristin Windell      | Matt Young                    | 2 marca 2018         | 10 kwietnia 2019        |
| 59 | 14 | Everlasting" Dermott Downs Rachel Caris Love | Dermott Daniel Downs | Rachel Caris Love             | 9 marca 2018         | 17 kwietnia 2019        |
| 60 | 15 | Deductions                                   | Marisol Adler        | Chris Pozzebon                | 16 marca 2018        | 24 kwietnia 2019        |
| 61 | 16 | Artful Dodge                                 | Martha Mitchell      | Kristen Layden                | 23 marca 2018        | 8 maja 2019             |
| 62 | 17 | Mum's the Word                               | Jean de Segonzac     | Christina M. Kim              | 30 marca 2018        | 15 maja 2019            |
| 63 | 18 | Clamorous Night                              | Neema Barnette       | Eric Buchman                  | 20 kwietnia 2018     | 22 maja 2019            |
| 64 | 19 | Galaxy of Minds                              | Marcus Stokes        | Ryan Johnson, Peter Lalayanis | 27 kwietnia 2018     | 29 maja 2019            |
| 65 | 20 | Let It Go                                    | Maja Vrvilo          | Rachel Caris Love             | 4 maja 2018          | 5 czerwca 2019          |
| 66 | 21 | Defection                                    | David Tuttman        | Anne Hecker, Kristen Layden   | 11 maja 2018         | 12 czerwca 2019         |
| 67 | 22 | In Memory                                    | Martin Gero          | Chris Pozzebon                | 18 maja 2018         | 19 czerwca 2019         |

## Sezon 4 (2018-2019)
| Nr | #  | Tytuł                                            | Reżyseria          | Scenariusz                      | Premiera (NBC)       | Premiera w Polsce (Canal+) |
| -- | -- | ------------------------------------------------ | ------------------ | ------------------------------- | -------------------- | -------------------------- |
| 68 | 1  | Hella Duplicitous                                | Martin Gero Rachel | Caris Love                      | 12 października 2018 | nieemitowany               |
| 69 | 2  | In Memory                                        | Adam Salky         | Christina M. Kim                | 19 października 2018 | nieemitowany               |
| 70 | 3  | The Quantico Effect                              | David Tuttman      | Chad McQuay, Chris Pozzebon     | 26 października 2018 | nieemitowany               |
| 71 | 4  | Sous-Vide                                        | Aric Avelino       | Eric Buchman                    | 2 listopada 2018     | nieemitowany               |
| 72 | 5  | Naughty Monkey Kicks at Tree                     | Chris Place        | Rachel Caris Love               | 9 listopada 2018     | nieemitowany               |
| 73 | 6  | Ca-Ca-Candidate for Cri-Cri-Crime                | Andi Armaganian    | Chris Pozzebon                  | 16 listopada 2018    | nieemitowany               |
| 74 | 7  | Case: Sun, Moon and the Truth                    | Andy Mikita        | Ryan Johnson, Peter Lalayanis   | 30 listopada 2018    | nieemitowany               |
| 75 | 8  | Screech, Thwack, Pow                             | David Tuttman      | Kate Sargeant Curtis            | 7 grudnia 2018       | nieemitowany               |
| 76 | 9  | Check Your Ed                                    | David McWhirter    | Brendan Gall                    | 11 stycznia 2019     | nieemitowany               |
| 77 | 10 | The Big Reveal                                   | Joy T. Lane        | Matt Young                      | 18 stycznia 2019     | nieemitowany               |
| 78 | 11 | Careless Whisper                                 | Mark Tonderai      | Eric Buchman                    | 1 lutego 2019        | nieemitowany               |
| 79 | 12 | The Tale of the Book of Secrets                  | R.T. Thorne Rachel | Caris Love                      | 8 lutego 2019        | nieemitowany               |
| 80 | 13 | Though This Be Madness, Yet There Is Method In't | Ramaa Mosley       | Christina M. Kim                | 15 lutego 2019       | nieemitowany               |
| 81 | 14 | The Big Blast From the Past Episode              | Kristin Windell    | Kate Sargeant Curtis            | 8 marca 2019         | nieemitowany               |
| 82 | 15 | Frequently Recurring Struggle For Existence      | Martha Mitchell    | Matt Young                      | 15 marca 2019        | nieemitowany               |
| 83 | 16 | The One Where Jane Visits An Old Friend          | Jean de Segonzac   | Eric Buchman                    | 22 marca 2019        | nieemitowany               |
| 84 | 17 | The Night of the Dying Breath                    | Jeff T. Thomas     | Chris Pozzebon                  | 5 kwietnia 2019      | nieemitowany               |
| 85 | 18 | Ohana                                            | Sudz Sutherland    | Sabrina Deana-Roga, Anne Hecker | 12 kwietnia 2019     | nieemitowany               |
| 86 | 19 | Everybody Hates Kathy                            | David McWhirter    | Kate Sargeant Curtis            | 19 kwietnia 2019     | nieemitowany               |
| 87 | 20 | Coder to Killer                                  | Martha Mitchell    | Ryan Johnson, Peter Lalayanis   | 24 maja 2019         | nieemitowany               |
| 88 | 21 | Masters of War 1:5 – 8                           | Amanda Tapping     | Matt Young                      | 31 maja 2019         | nieemitowany               |
| 89 | 22 | The Gang Gets Gone                               | David McWhirter    | Chris Pozzebon                  | 31 maja 2019         | nieemitowany               |

## Sezon 5 (2020)
| Nr  | #  | Tytuł                      | Reżyseria         | Scenariusz                     | Premiera (NBC)  | Premiera w Polsce (Canal+) |
| --- | -- | -------------------------- | ----------------- | ------------------------------ | --------------- | -------------------------- |
| 90  | 1  | I Came to Sleigh           | Mark Pellington   | Chris Pozzebon                 | 7 maja 2020     | nieemitowany               |
| 91  | 2  | We Didn't Start the Fire   | Kristin Windell   | Eric Buchman                   | 14 maja 2020    | nieemitowany               |
| 92  | 3  | Existential Ennui          | Joy T. Lane       | Ryan Johnson & Peter Lalayanis | 28 maja 2020    | nieemitowany               |
| 93  | 4  | And My Axe!                | America Young     | Matt Young                     | 4 czerwca 2020  | nieemitowany               |
| 94  | 5  | Head Games                 | Pamela Romanowsky | Brendan Gall                   | 11 czerwca 2020 | nieemitowany               |
| 95  | 6  | Fire & Brimstone           | Dermott Downs     | Rachel Caris Love              | 18 czerwca 2020 | nieemitowany               |
| 96  | 7  | Awl In                     | Ramaa Mosley      | Anne Hecker                    | 25 czerwca 2020 | nieemitowany               |
| 97  | 8  | Ghost Train                | Martha Mitchell   | Eric Buchman                   | 2 lipca 2020    | nieemitowany               |
| 98  | 9  | Brass Tacks                | Chris Place       | Matt Young                     | 9 lipca 2020    | nieemitowany               |
| 99  | 10 | Love You to Bits and Bytes | Jean de Segonzac  | Chris Pozzebon                 | 9 lipca 2020    | nieemitowany               |
| 100 | 11 | Iunne Ennui                | Martin Gero       | Martin Gero                    | 23 lipca 2020   | nieemitowany               |